# Gerswin Mouton
Pour les articles homonymes, voir Mouton (homonymie).
Pas d'image ? Cliquez ici

a Compétitions nationales et continentales officielles uniquement.

b Matchs officiels uniquement.
Dernière mise à jour le 22 juillet 2025.
Gerswin Mouton, né le 16 décembre 1999 à Rehoboth (Namibie), est un joueur international namibien de rugby à XV qui évolue au poste d'ailier ou de centre au FC Grenoble.
Il est le fils de Deon Mouton.

## Biographie
Gerswin Mouton naît à Rehoboth en Namibie.
Il est sélectionné par l'équipe de Namibie des moins de 20 ans pour disputer le Trophée mondial des moins de 20 ans 2018. Durant la compétition, il est titulaire lors des quatre rencontres qu'il dispute et il inscrit un total de vingt points.
En 2019, il est sacré champion d'Afrique du Sud des moins de 21 ans avec les Blue Bulls face à la Western Province, match durant lequel Mouton inscrit l'essai de l'égalisation.
En 2022, il participe à la campagne victorieuse de la Namibie à la Coupe d'Afrique qui qualifie les Welwitschias à la Coupe du monde 2023 organisée en France. Mouton inscrit notamment un essai face au Zimbabwe en demi-finale.
En août 2023, il est retenu dans la liste finale de la Namibie pour jouer la Coupe du monde. Il dispute son premier match en Coupe du monde le 9 septembre 2023 face à l'Italie, et inscrit le seul essai de son équipe défaite sur le score de 52 à 8.
Gerswin Mouton se démarque par sa polyvalence sur les postes arrières, il peut évoluer au poste d'ailier mais également en tant que centre.
En 2024-2025, Gerswin Mouton en provenance du Tel Aviv Heat signe au FC Grenoble. Premier de la saison régulière avec son club du FCG, il s'impose en demi-finale à domicile contre Provence Rugby (38-17), puis s'incline en finale face à l'US Montauban (19-24). Le FCG s'incline ensuite encore une fois de justesse (11-13) à trois minutes de la fin, dans le barrage d'accession le 14 juin 2025 contre Perpignan.

## Palmarès

### En club
- Finaliste de la Rugby Europe Super Cup en 2023 avec le Tel Aviv Heat[16].
- Finaliste du Championnat de France de Pro D2 en 2025 avec le FC Grenoble.

### En sélection nationale
- Vainqueur de la Coupe d'Afrique en 2022.